# Coppa Italia Serie C 2022-2023
La Coppa Italia Serie C 2022-2023 è stata una competizione di calcio italiana alla quale partecipano le squadre iscritte al campionato di Serie C 2022-2023, è iniziata il 4 ottobre 2022 ed è terminata l'11 aprile 2023. Il torneo è stato vinto dal L.R. Vicenza, alla sua seconda affermazione.

## Formula
Partecipano alla competizione le 60 squadre iscritte al campionato di Serie C 2022-2023. La competizione si svolge interamente ad eliminazione diretta: i primi quattro turni sono in gara unica, mentre semifinali e finale si svolgono con gare di andata e ritorno.
Le 4 società selezionate per partecipare anche alla Coppa Italia professionisti sono esentate dal primo turno ed ammesse direttamente al secondo. Ai fini della determinazione degli accoppiamenti fino agli ottavi di finale secondo un criterio di vicinanza geografica, tutte le 60 squadre partecipanti sono suddivise in quattro gruppi, ciascuno comprendente 15 società. In ciascun gruppo sono inserite una delle squadre esentate dal primo turno e 14 di quelle che invece devono disputarlo.
- Primo turno: in ciascuno dei 4 gruppi un sorteggio integrale determina i 7 accoppiamenti fra le 14 squadre che ne fanno parte, stabilendo per sorteggio anche la squadra che ha diritto a giocare in casa la gara unica. Le vincitrici accedono al secondo turno.

- Secondo turno: partecipano complessivamente 32 società, vale a dire le 28 vincitrici il primo turno e le 4 società ammesse alla Coppa Italia 2022-2023 organizzata dalla LNP Serie A. All'interno di ciascuno dei quattro gruppi le 8 squadre (1 ammessa di diritto e 7 provenienti dal turno precedente) sono nuovamente abbinate da un sorteggio integrale per determinare i 4 accoppiamenti. Il sorteggio stabilisce anche chi ha diritto a giocare in casa la gara unica, eccezion fatta per la squadra ammessa di diritto a questo turno, che gioca di diritto in casa contro l'avversaria assegnatale dal sorteggio. Le squadre vincitrici accedono agli ottavi di finale.

- Ottavi di finale: vi partecipano le 16 squadre vincitrici del secondo turno eliminatorio. Ancora una volta, all'interno di ciascun gruppo le 4 squadre rimaste in lizza sono abbinate da un sorteggio integrale per determinare i 2 accoppiamenti e il fattore campo. Le vincitrici accedono ai quarti di finale.
- Quarti di finale: partecipano le 8 vincitrici degli ottavi di finale. A partire da questo turno gli accoppiamenti sono determinati da un sorteggio integrale, senza più tenere conto dei 4 gruppi geografici di provenienza. Le vincitrici accedono alle semifinali.
- Semifinali e finale: le 4 vincitrici dei quarti di finale si sfidano con gare di andata e ritorno; il sorteggio determina l'ordine dei campi, anche per la finale fra le due vincitrici delle semifinali.

La vincitrice del torneo si qualificherà di diritto, oltre che alla Coppa Italia 2023-2024, anche alla fase nazionale dei playoff di Serie C 2022-2023 per la promozione in Serie B 2023-2024, a meno che essa non si trovasse in una delle seguenti situazioni:
1. già promossa in Serie B per piazzamento (primo posto nel proprio girone del campionato);
2. già ammessa alla fase nazionale dei playoff per piazzamento (secondo o terzo posto nel proprio girone del campionato);
3. rinunciante alla partecipazione ai playoff;
4. piazzamento nel proprio girone del campionato di Serie C in uno degli ultimi cinque posti  per cui debba disputare i play out  (quindi retrocessa direttamente in Serie D).

In tal caso il suo posto sarebbe colmato dalla finalista sconfitta in questo torneo o, in subordine, dalla quarta classificata del girone cui appartiene la vincitrice di coppa.

## Calendario
| Fase              | Turno            | Andata                 | Ritorno                |
| ----------------- | ---------------- | ---------------------- | ---------------------- |
| Turni eliminatori | Primo turno      | 4-5-12 ottobre 2022    | 4-5-12 ottobre 2022    |
| Turni eliminatori | Secondo turno    | 1-2-3 novembre 2022    | 1-2-3 novembre 2022    |
| Fase finale       | Ottavi di finale | 15-16-17 novembre 2022 | 15-16-17 novembre 2022 |
| Fase finale       | Quarti di finale | 7 dicembre 2022        | 7 dicembre 2022        |
| Fase finale       | Semifinali       | 18 gennaio 2023        | 15 febbraio 2023       |
| Fase finale       | Finale           | 2 marzo 2023           | 11 aprile 2023         |

## Partite

### Turni eliminatori

#### Primo turno
Vi partecipano le 56 squadre che non avevano partecipato alla Coppa Italia maggiore. Le squadre sono suddivise in 4 gruppi costituiti da 14 squadre, e si affrontano in gare di sola andata. Le squadre vincitrici vengono ammesse al secondo turno.
| Squadra 1          | Risultato       | Squadra 2             |          |          |
| Gruppo 1           | Gruppo 1        | Gruppo 1              | Gruppo 1 | Gruppo 1 |
| ------------------ | --------------- | --------------------- | -------- | -------- |
| Pergolettese       | 1 - 3           | Sangiuliano City      |          |          |
| Lecco              | 1 - 3           | Juventus Next Gen     |          |          |
| Renate             | 3 - 1           | Pro Sesto             |          |          |
| Alessandria        | 2 - 1           | Novara                |          |          |
| Pro Patria         | 1 - 0           | AlbinoLeffe           |          |          |
| Mantova            | 1 - 0           | Trento                |          |          |
| Piacenza           | 2 - 0           | Pro Vercelli          |          |          |
| Gruppo 2           |                 |                       |          |          |
| Ancona             | 0 - 1           | Rimini                |          |          |
| Triestina          | 0 - 1           | Arzignano Valchiampo  |          |          |
| Cesena             | 3 - 1           | Fermana               |          |          |
| Pescara            | 6 - 0           | Vis Pesaro            |          |          |
| L.R. Vicenza       | 2 - 1           | Virtus Verona         |          |          |
| Gubbio             | 2 - 1           | Recanatese            |          |          |
| Pordenone          | 0 - 1           | Imolese               |          |          |
| Gruppo 3           |                 |                       |          |          |
| Fiorenzuola        | 0 - 0 (3-5 dtr) | Lucchese              |          |          |
| Olbia              | 2 - 1           | Torres                |          |          |
| Montevarchi        | 1 - 0           | Monterosi Tuscia      |          |          |
| Viterbese          | 2 - 0           | San Donato Tavarnelle |          |          |
| Virtus Entella     | 1 - 1 (6-5 dtr) | Carrarese             |          |          |
| Latina             | 0 - 2           | Giugliano             |          |          |
| Siena              | 0 - 1 (dts)     | Pontedera             |          |          |
| Gruppo 4           |                 |                       |          |          |
| Crotone            | 2 - 2 (3-1 dtr) | Messina               |          |          |
| Juve Stabia        | 1 - 0           | Audace Cerignola      |          |          |
| Virtus Francavilla | 0 - 0 (3-4 dtr) | Potenza               |          |          |
| Foggia             | 0 - 0 (5-4 dtr) | AZ Picerno            |          |          |
| Avellino           | 1 - 0           | Fidelis Andria        |          |          |
| Turris             | 1 - 0           | Gelbison              |          |          |
| Taranto            | 1 - 2           | Monopoli              |          |          |

#### Secondo turno
Vi partecipano le 28 squadre vincitrici del primo turno e le 4 squadre che hanno partecipato alla Coppa Italia maggiore. Le squadre sono suddivise in 4 gruppi costituiti da 8 squadre, e si affrontano in gare di sola andata. Le squadre vincitrici vengono ammesse alla fase finale.
| Squadra 1      | Risultato       | Squadra 2            |          |          |
| Gruppo A       | Gruppo A        | Gruppo A             | Gruppo A | Gruppo A |
| -------------- | --------------- | -------------------- | -------- | -------- |
| Pro Patria     | 1 - 2 (dts)     | Alessandria          |          |          |
| Mantova        | 2 - 2 (6-7 dtr) | Renate               |          |          |
| Feralpisalò    | 2 - 5           | Juventus Next Gen    |          |          |
| Piacenza       | 2 - 2 (2-4 dtr) | Sangiuliano City     |          |          |
| Gruppo B       |                 |                      |          |          |
| Rimini         | 2 - 1           | Cesena               |          |          |
| Padova         | 1 - 0           | Imolese              |          |          |
| L.R. Vicenza   | 4 - 2           | Arzignano Valchiampo |          |          |
| Pescara        | 0 - 1           | Gubbio               |          |          |
| Gruppo C       |                 |                      |          |          |
| Virtus Entella | 1 - 0           | Montevarchi          |          |          |
| Reggiana       | 0 - 1           | Pontedera            |          |          |
| Lucchese       | 1 - 0           | Olbia                |          |          |
| Viterbese      | 2 - 1           | Giugliano            |          |          |
| Gruppo D       |                 |                      |          |          |
| Crotone        | 3 - 2 (dts)     | Monopoli             |          |          |
| Juve Stabia    | 0 - 0 (2-3 dtr) | Foggia               |          |          |
| Avellino       | 1 - 0           | Turris               |          |          |
| Catanzaro      | 3 - 1           | Potenza              |          |          |

## Fase finale

### Squadre partecipanti
| Club              | Città                      | Stadio                                   | Ultima Partecipazione                      |
| ----------------- | -------------------------- | ---------------------------------------- | ------------------------------------------ |
| Alessandria       | Alessandria                | Stadio Giuseppe Moccagatta               | 2019-20: Eliminato ai Sedicesimi di Finale |
| Avellino          | Avellino                   | Stadio Partenio-Adriano Lombardi         | 2021-22: Eliminato al Secondo Turno        |
| Catanzaro         | Catanzaro                  | Stadio Nicola Ceravolo                   | 2021-22: Eliminato in Semifinale           |
| Crotone           | Crotone                    | Stadio Ezio Scida                        | 2008-09: Eliminato al Secondo Turno        |
| Foggia            | Foggia                     | Stadio Pino Zaccheria                    | 2021-22: Eliminato agli Ottavi di Finale   |
| Gubbio            | Gubbio (PG)                | Stadio Pietro Barbetti                   | 2021-22: Eliminato al Primo Turno          |
| Juventus Next Gen | Torino                     | Stadio Giuseppe Moccagatta (Alessandria) | 2021-22: Eliminato agli Ottavi di Finale   |
| L.R. Vicenza      | Vicenza                    | Stadio Romeo Menti                       | 2019-20: Eliminato ai Quarti di Finale     |
| Lucchese          | Lucca                      | Stadio Porta Elisa                       | 2021-22: Eliminato al Primo Turno          |
| Padova            | Padova                     | Stadio Euganeo                           | 2021-22: Vincitore                         |
| Pontedera         | Pontedera (PI)             | Stadio Ettore Mannucci                   | 2021-22: Eliminato al Primo Turno          |
| Rimini            | Rimini                     | Stadio Romeo Neri                        | 2019-20: Eliminato nella Fase a Gironi     |
| Renate            | Renate (MB)                | Stadio Città di Meda (Meda)              | 2021-22: Eliminato al Primo Turno          |
| Sangiuliano City  | San Giuliano Milanese (MI) | Stadio Ferruccio (Seregno)               | Esordiente                                 |
| Viterbese         | Viterbo                    | Stadio Enrico Rocchi                     | 2021-22: Eliminato ai Quarti di Finale     |
| Virtus Entella    | Chiavari (GE)              | Stadio comunale di Chiavari              | 2021-22: Eliminato agli Ottavi di Finale   |

#### Ottavi di finale
Si disputano in gara unica.
| Squadra 1        | Risultato       | Squadra 2         |          |          |
| Gruppo A         | Gruppo A        | Gruppo A          | Gruppo A | Gruppo A |
| ---------------- | --------------- | ----------------- | -------- | -------- |
| Alessandria      | 0 - 2           | Renate            |          |          |
| Sangiuliano City | 0 - 1           | Juventus Next Gen |          |          |
| Gruppo B         |                 |                   |          |          |
| Padova           | 1 - 0           | Gubbio            |          |          |
| Rimini           | 1 - 1 (2-4 dtr) | L.R. Vicenza      |          |          |
| Gruppo C         |                 |                   |          |          |
| Viterbese        | 1 - 0           | Pontedera         |          |          |
| Virtus Entella   | 1 - 1 (4-2 dtr) | Lucchese          |          |          |
| Gruppo D         |                 |                   |          |          |
| Foggia           | 2 - 0           | Crotone           |          |          |
| Catanzaro        | 3 - 3 (4-2 dtr) | Avellino          |          |          |

| Arbitro: | Andreano (Prato) |

|  |           |            |
|  | Marcatori | 35’ Cudrig |

| Arbitro: | Mucera (Palermo) |

|  |           |                           |
|  | Marcatori | 84’ Malotti 87’ Squizzato |

| Arbitro: | Milone (Taurianova) |

|              |           |  |
| Monaco 90+1’ | Marcatori |  |

| Arbitro: | D'Eusanio (Faenza) |

|                |           |  |
| Spolverini 29’ | Marcatori |  |

| Arbitro: | Cherchi (Carbonia) |

|                                      |                      |                                      |
| Iemmello 16’ Biasci 48’, 102’        | Marcatori            | 44’ Kanoute 50’ Murano 116’ Casarini |
| Pontisso Biasci Cianci Welbeck Gatti | Tiri di rigore 4 – 2 | Trotta Franco Maisto Tito            |

| Arbitro: | Vergaro (Bari) |

|                                  |                      |                                |
| Laverone 83’                     | Marcatori            | 90+4’ Ierardi                  |
| Delcarro Rossetti Tonelli Tanasa | Tiri di rigore 2 – 4 | Ronaldo Stoppa Jimenez Ierardi |

| Arbitro: | Grasso (Ariano Irpino) |

|                              |           |  |
| Schenetti 24’ Peschetola 90’ | Marcatori |  |

| Arbitro: | Sfira (Pordenone) |

|                                |                      |                                   |
| Meazzi 26’                     | Marcatori            | 90+2’ Romero                      |
| Tascone Dessena Favale Doumbia | Tiri di rigore 4 – 2 | Romero Alagna Visconti Tumbarello |

#### Quarti di finale
Si disputano in gara unica.
| Squadra 1      | Risultato | Squadra 2         |
| -------------- | --------- | ----------------- |
| Virtus Entella | 5 - 2     | Renate            |
| Viterbese      | 0 - 2     | L.R. Vicenza      |
| Padova         | 1 - 2     | Juventus Next Gen |
| Foggia         | 2 - 0     | Catanzaro         |

| Arbitro: | Di Graci (Como) |

|                                  |           |  |
| Ogunseye 76’ (rig.) D'Ursi 90+1’ | Marcatori |  |

| Arbitro: | Carrione (Castellammare di Stabia) |

|  |           |                      |
|  | Marcatori | 45+5’, 48’ Scarsella |

| Arbitro: | Centi (Terni) |

|                                                        |           |                                      |
| Reali 20’ Meazzi 32’ Faggioli 43’ Rada 57’ Doumbia 83’ | Marcatori | 35’ Morachioli 90+4’ (rig.) Esposito |

| Arbitro: | Perri (Roma 1) |

|                 |           |                       |
| De Marchi 90+3’ | Marcatori | 52’ Cerri 55’ Sekulov |

#### Semifinali
Si disputano in partite di andata e ritorno.
| Squadra 1      | Totale          | Squadra 2         | Andata | Ritorno     |
| -------------- | --------------- | ----------------- | ------ | ----------- |
| Virtus Entella | 2 - 4           | L.R. Vicenza      | 1 - 0  | 1 - 4 (dts) |
| Foggia         | 3 - 3 (3-5 dtr) | Juventus Next Gen | 2 - 1  | 1 - 2       |

| Arbitro: | Saia (Palermo) |

|              |           |  |
| Morosini 67’ | Marcatori |  |

| Arbitro: | Cavaliere (Paola) |

|                  |           |          |
| Ogunseye 4’, 54’ | Marcatori | 21’ Poli |

| Arbitro: | Scatena (Avezzano) |

|                                                       |           |              |
| Della Morte 79’ Ferrari 103’, 116’ Stoppa 113’ (rig.) | Marcatori | 118’ Zamparo |

| Arbitro: | Monaldi (Macerata) |

|                                           |                      |                                  |
| Huijsen 42’, 52’                          | Marcatori            | 7’ Costa                         |
| Huijsen Palumbo Compagnon Savona Iocolano | Tiri di rigore 5 – 3 | Costa Bjarkason Ogunseye Di Noia |

#### Finale
La finale si disputa in gara doppia: 2 marzo (andata) e 11 aprile (ritorno) 2023.
| Squadra 1         | Totale | Squadra 2    | Andata | Ritorno |
| ----------------- | ------ | ------------ | ------ | ------- |
| Juventus Next Gen | 3 - 5  | L.R. Vicenza | 1 - 2  | 2 - 3   |

| Arbitro: | Tremolada (Monza) |

|                  |           |                                              |
| Iling-Junior 47’ | Marcatori | 39’ (aut.) Stramaccioni 88’ Jimenez Castillo |

| Arbitro: | Bonacina (Bergamo) |

|                                  |           |                      |
| Ferrari 47’, 83’ Cappelletti 62’ | Marcatori | 19’ Sekulov 56’ Poli |

## Classifica marcatori
| Gol |  |  | Giocatore           | Squadra        |
| --- |  |  | ------------------- | -------------- |
| 5   |  |  | Franco Ferrari      | L.R. Vicenza   |
| 3   |  |  | Claudio Santini     | Rimini         |
| 3   |  |  | Fabio Scarsella     | L.R. Vicenza   |
| 3   |  |  | Roberto Ogunseye    | Foggia         |
| 2   |  |  | Luca Zamparo        | Virtus Entella |
| 2   |  |  | Aristidi Kolaj      | Pescara        |
| 2   |  |  | Nicolás Rizzo       | Giugliano      |
| 2   |  |  | Marco Delle Monache | Pescara        |
| 2   |  |  | Samuel Iling-Junior | Juventus NG    |
| 2   |  |  | Philip Yeboah       | Mantova        |
| 2   |  |  | Pietro Cianci       | Catanzaro      |
| 2   |  |  | Mario Ierardi       | L.R. Vicenza   |
| 2   |  |  | Lorenzo Meazzi      | Virtus Entella |
| 2   |  |  | Tommaso Biasci      | Catanzaro      |
| 2   |  |  | Nikola Sekulov      | Juventus NG    |
| 2   |  |  | Fabrizio Poli       | Juventus NG    |
| 2   |  |  | Dean Huijsen        | Juventus NG    |